# Beclardia macrostachya
Beclardia macrostachya es una especie de orquídea de hábitos epífitas originaria de Madagascar y las Mascareñas.

## Descripción
Es una orquídea de tamaño pequeño y mediano, que prefiere clima cálido, es epífita con un estrecho pseudobulbo, algo comprimido, muy corto que tiene 5 a 12 hojas oblongo lineales. Florece en una inflorescencia colgante de 20 a 40 cm de largo, con 5 a 12 flores,  en racimos parcialmente envueltos en  vainas muy cortas. La floración se produce en la primavera.

## Distribución
Es una planta endémica de las islas Mascareñas y Madagascar. Se encuentra en  alturas de hasta 1800 metros.

## Taxonomía
Beclardia macrostachya fue descrita por (Thouars) A.Rich. y publicado en Monographie des Orchidees des Iles de France et de Bourbon. 79, t. 2. 1828.
Etimología
El género fue nombrado en honor de Beclard, un botánico francés de 1800. 
macrostachya: epíteto latino que significa gran inflorescencia.
Sinónimos
- Epidendrum macrostachyum Thouars, Hist. Orchid.: t. 83 (1822).
- Aerides macrostachyon (Thouars) Spreng., Syst. Veg. 3: 719 (1826).
- Oeonia macrostachya (Thouars) Lindl., Gen. Sp. Orchid. Pl.: 245 (1833).
- Aeranthes macrostachya (Thouars) Rchb.f. in W.G.Walpers, Ann. Bot. Syst. 6: 900 (1864).
- Epidorchis macrostachya (Thouars) Kuntze, Revis. Gen. Pl. 2: 659 (181).
- Rhaphidorhynchus macrostachys (Thouars) Finet, Bull. Soc. Bot. France 54(9): 43 (1907).
- Epidendrum brachystachyum Thouars, Hist. Orchid.: t. 84 (1822).
- Beclardia brachystachya (Thouars) A.Rich., Mém. Soc. Hist. Nat. Paris 4: 71 (1828).
- Oeonia brachystachya (Thouars) Lindl., Gen. Sp. Orchid. Pl.: 245 (1833).
- Aeranthes brachystachya (Thouars) Bojer, Hortus Maurit.: 314 (1837).
- Epidorchis brachystachya (Thouars) Kuntze, Revis. Gen. Pl. 2: 659 (1891).
- Beclardia erostris Frapp. ex Cordem., Fl. Réunion: 217 (1895), nom. inval.
- Oeonia erostris Cordem., Fl. Réunion: 217 (1895).
- Oeonia erostris var. egena Cordem., Fl. Réunion: 219 (1895).
- Oeonia erostris var. robusta Cordem., Fl. Réunion: 219 (1895).
- Rhaphidorhynchus macrostachys var. brachystachyus (Thouars) Finet, Bull. Soc. Bot. France 54(9): 43 (1907).
- Beclardia grandiflora Bosser, Adansonia, n.s., 19: 185 (1997).[1][4][1]